# Kate Vernon
Kate Vernon (Hollywood, Los Angeles, 1961) is een Canadees actrice. Ze is de dochter van acteurs John Vernon en Nancy West.

## Biografie
Vernon startte haar carrière in de jaren tachtig met gastrollen in onder meer Family Ties en Dallas. In 1984 en 1985 had ze haar eerste langdurige opdracht toen ze de rol van Lorraine Prescott vertolkte in de soapserie Falcon Crest. Een jaar later speelde ze een van de hoofdrollen in de film Pretty in Pink. In de jaren negentig speelde ze gastrollen in onder meer Murder, She Wrote, Who's the Boss?, L.A. Law en Star Trek: Voyager.
Van 2004 tot 2009 vertolkte ze de rol van Cylon Ellen Tigh in de sciencefictionserie Battlestar Galactica, de rol die ze verder zette in de film Battlestar Galactica: The Plan. In 2010 was ze te zien in twee afleveringen van Heroes.

## Filmografie
Film:
- Chained Heat - als Celgenoot (1983)
- Alphabet City - als Angie (1984)
- Roadhouse 66 - als Melissa Duran (1985)
- Pretty in Pink - als Benny Hanson (1986)
- Banter - als Brent (1986)
- Hostile Takeover - als Sally (1988)
- Mob Story - als Mindy (1989)
- Malcolm X - als Sophia (1992)
- Jackpot - als Prudence (1992)
- Dangerous Touch - als Amanda Grace (1994)
- Soft Deceit - als Anna Fowler (1994)
- Joe's Wedding - als Uta Mann (1996)
- The Secret Life of Girls - als Kay (1999)
- Buds for Life - als Valerie Quinlan (2004)
- Confession - als Detective Robin Mallory (2005)
- The Last Song - als Susan Blakelee (2010)
- 108 Stitches - als President Jennie Wormer Pratt (2014)

Televisieserie:
Min. 2 afleveringen
- Falcon Crest - als Lorraine Prescott/Lorraine Cumson (25 afleveringen, 1984-1985)
- Hotel - als Erica Atwood/Sandy Hoyle (2 afleveringen, 1985-1986)
- Murder, She Wrote - als Rhonda Sykes/Connie Norton (2 afleveringen, 1987-1989)
- Who's the Boss? - als Kathleen Sawyer (4 afleveringen, 1990)
- L.A. Law - als A.D.A. Belinda Fox (4 afleveringen, 1994)
- Nash Bridges - als Whitney Thomas (7 afleveringen, 1996-1997)
- The Outer Limits - als Judy Warren/Tricia Lange (2 afleveringen, 1995-1998)
- Hunter - als Maggie (2 afleveringen, 2003)
- Reunion - als Brenda Moretti (2 afleveringen, 2005)
- Battlestar Galactica - als Ellen Tigh (23 afleveringen, 2004-2009)
- CSI: Crime Scene Investigation - als Dr. Penelope Russell/Raina Press (2 afleveringen, 2004-2009)
- Heroes - als Vanessa Wheeler (2 afleveringen, 2010)
- The 100 - als Diana Sydney (3 afleveringen, 2014)

- Biblioteca Nacional de España: XX1177449
- Bibliothèque nationale de France: cb14236294v (data)
- Catàleg d'autoritats de noms i títols de Catalunya: 981058507809006706
- International Standard Name Identifier: 0000 0000 7823 6508
- Library of Congress Control Number: no00026487
- Nationale Bibliotheek van Polen: a0000001846116
- Système universitaire de documentation: 220986509
- Virtual International Authority File: 53691637
- WorldCat: E39PBJmpfWxkwqWJwc6RX7MgKd